# نادي إيميلك
نادي إيميلك الرياضي (بالإسبانية:Club Sport Emelec) هو نادي كرة قدم إكوادوري مقره في غواياكيل. يعرف النادي لفريق كرة القدم الاحترافي. يلعب فريق كرة القدم في دوري الدرجة الأولى الإكوادوري الدرجة الأعلى لكرة القدم في البلاد. تأسس إيميلك يوم 28 أبريل 1929 على يد جورج كابويل الرئيس الأمريكي لشركة الكهرباء في الإكوادور (بالإسبانية: Empresa Eléctrica del Ecuador)‏. الملعب الرئيسي للفريق سمي على اسمه. يعتبر إيميلك من أشهر الأندية في البلاد. يلعب الفريق مبارياته المنزلية على ملعب جورج كابويل الذي يتسع لجلوس 24,500 شخص.
فاز إيميلك بأربعة عشر لقبًا في الدوري الإكوادوري، ويحمل الرقم القياسي في الفوز بالدوري، وفاز بسبعة ألقاب إقليمية، وهو رقم قياسي في منطقته، وهو رقم قياسي في 5 منهم في العصر الاحترافي، يحمل النادي منافسة مع نادي برشلونة، وتسمى مبارياتهم بديربي.

## التاريخ
أنشي النادي بعد أن قررت مجموعة من الموظفين في شركة الكهرباء في الإكوادور، وهي شركة كهربائية في غواياكيل، بدء دوري رياضي للهواة. قاد هذه المبادرة المسؤول التنفيذي للشركة الذي جاء من الولايات المتحدة جورج كابويل. كانت الرياضات الأولي في النادي هي كرة القاعدة، وكرة السلة وملاكمة والسباحة وكرة اليد وكرة القدم. لم يستمتع كابويل بكرة القدم، لذلك كانت الرياضة مدعومة فقط من قبل موظفيه في البطولات غير الرسمية، تغير الحال في الأربعينيات، عندما قدم كابويل دعمه أخيرًا، قأدى إلي فوز النادي بالعديد من البطولات المحلية الرسمية، وبناء ملعب خاص به، واستضافة كأس أمريكا الجنوبية 1947 بالكامل.
، أصبح النادي أول بطل وطني لكرة القدم في عام 1957، وكان فريق الأحلام مكون من ديريك هاك، وسيبريانو يو لي، وخوسيه فيسينتي بالسيكا، وكروز أفيلا، وماريانو لاراز، وكارلوس ألبرتو رافو، وخايمي أوبيلا، ودانييل بينتو، ورومولو جوميز، وسواريز ريزو، وكان المدرب يدعي إدواردو تانو سباندر. جمع النادي ثلاثة عشر لقبًا وطنيًا، مما جعلهم في المركز الثاني في عدد الألقاب الوطنية خلف نادي برشلونة بـ 15 لقبًا، ويليهم نادي ديبورتيفو إل ناسيونال بـ 13 لقبًا.
حقق فريق كرة القدم نجاحًا دوليًا في التسعينيات. ووصل إلي الدور نصف النهائي من كوبا ليبرتادوريس في عام 1995، وخسر المبارة من نادي غريميو بورتو أليغرينزي، كان الفريق على وشك أن يصبح أول فريق إكوادوري يفوز بلقب دولي عندما وصل إلى النهائي بطولة كوبا ميركونورتي 2001، وخسر النهائي من نادي ميلوناريوس 3-1 بركلات الترجيح بعد التعادل في المجموع 2-2.

## المنشئات
بعد عدة سنوات من إنشاء نادي إيميلك، قرر المؤسس جورج لويس كابويل إنشاء ملعب خاص بالنادي، تبرعت سلطات بلدية غواياكيل بأربع مجمعات سكنية في المدينة لبناء أول ملعب رياضي خاص في الإكوادور في عام 1942، شرعوا موظفوا إيميلك في تشييد ملعب جورج كابويل في عام 1943.
افتتح ملعب جورج كابويل أبوابه لأول مرة في 21 أكتوبر من عام 1945، وكانت المباراة الافتتاحية مباراة بيسبول بين إميليك وأورينتي، ولعب جورج كابويل دور صائد فريق «أزولز» (إميليك). على الرغم من أن رئيس النادي لا يحب كرة القدم ولم يكن من المفترض أن يكون ملعبهم ملعب كرة قدم، ولكن بعد فترة وجيزة من الافتتاح أقيمت أول مباراة لكرة القدم. فاز إميليك 5-4 ضد فريق كل النجوم من مدينتي مانتا وباهيا.
أقيمت مسابقة كوبا أمريكا 1947 فقط في ملعب جورج كابويل، وأصبحت الأرجنتين بطلاً لأمريكا الجنوبية بدون هزيمة، وكان الفريق يضم نجوم مثل ألفريدو دي ستيفانو، وفيليكس لوستاو ونوربيرتو دوروتيو مينديز. أنهت الإكوادور البطولة في المركز السادس. (لم تشارك البرازيل في هذه المسابقة).
بعد افتتاح Estadio Modelo في عام 1959، أصبح ملعب جورج كابويل قديمًا، وإغلاق لسنوات عديدة، ودمر في عدة مناسبات تقريبًا، بسبب العديد من المشاريع، التي من حسن حظ النادي لم تكتمل.
الملعب لم يكن في الخدمة حتي عام 1991، وأعيد افتتاح ملعب جورج كابويل بقيادة نسيب نعمة، ليصبح مرة أخرى ملعب إميليك. وسيع الملعب مرتين منذ إعادة افتتاحه، وكان من المقرر إجراء تغيير جديد ونهائي في عام 2014، لتصل السعة النهائية إلى 45000 متفرج بحلول مارس 2016.
تبلغ السعة الرسمية للملعب في الوقت الحالي وفقًا لاتحاد الإكوادور لكرة القدم 18000 متفرج، ظلت السعة كما هي بعد الانتهاء من عمليتي التوسيع. أكمل النادي إصلاحات شاملة وتوسعة للملعب في عام 2017، ليتسع الملعب لـ 40 ألف متفرج.

### ملعب التدريب
يقع ملعب تدريب إيملك في شمال غواياكيل في حي السامانيس، ويطلق على ملعب التدريب اسم مجمع لوس سامانيس الرياضي. بدأ بناء ملعب تدريب سامانيس في عام 1984 وانتهى في عام 1986، وبني من قبل مؤسسة مالية كبيرة في الإكوادور في ذلك الوقت تدعي فيلانبانكو.
يملك فيلانبانكو نادي كرة قدم احترافي خاص، واستخدم سامانيس حتي عام 1989 عندما حٌل نادي فيلانبانكو لكرة القدم على الرغم من كونه أحد أفضل الفرق في ذلك الوقت، بسبب نقص المشجعين وتكاليف الصيانة العالية.
أقيمت بطولة كوبا أمريكا 1993 في الإكوادور، استخدامة الأرجنتين مجمع سامانيس، ومكثوا وتدربوا هناك، وكانوا ممتنين للغاية لطبيعته المنعزلة، والمرافق الممتازة، وتضمن 4 ملاعب كرة قدم احترافية، وملعب كرة قدم داخلي، وملاعب كرة سلة، وملاعب تنس وحمام سباحة بحجم أولمبي، ومنطقة اجتماعية، ومنطقة للنوم.
حل نادي فيلانبانكو لكرة القدم، فظل المجمع في أيدي فيلانبانكو لموظفيهم لاستخدام مرافقه حتي عام 1999، عندما انتهت الأزمة المالية الإكوادورية بإفلاس فيلانبانكو وانتهى الأمر في أيدي AGD، وهي وكالة حكومية إنشاة للسيطرة على أصول فيلانبانكو وغيرها من المؤسسات المالية المنهارة خلال الأزمة وحمايتها وإدارتها.
انتهى بلوس سامانيس المطاف في أيدي وكالة الضمان الاجتماعي التابعة للجيش الإكوادوري. تمكن مدير كرة القدم في شركة إميليك السيد عمر كينتانا باكويريزو من الحصول علي حق إنتفاع ملعب التدريب للنادي، نظرًا لأن الوكالة لم يكن له أي فائدة حقيقية له، ومنذ ذلك الحين يستخدمه نادي إميليك.
كانت الاتفاقية ي البداية عبارة عن حق إنتفاع لمدة 5 سنوات، ولكن عندما مرت 5 سنوات، رتبت الحكومة والنادي حق إنتفاع لمدة 100 عام للمنشآت، إلا أن التكلفة الشهرية المرتفعة المتفق عليها جعلت المدفوعات صعبة للغاية بالنسبة للنادي والمسؤولين الجدد بقيادة رئيس النادي السيد الياس واتد، ولذلك يجري محادثات مع الحكومة للتوصل إلي صفقة شراء نهائية لملعب التدريب.

## الإنجازات
الدوري الإكوادوري
البطل (14): 1957، 1961، 1965، 1972، 1979، 1988، 1993، 1994، 2001، 2002، 2013، 2014 ، 2015، 2017.
دوري الدرجة الثانية الإكوادوري
البطل (1): 1981 E1
بطولة اتحاد غواياكيل الرياضي التجاري 
البطل (2): 1925، 1933
بطولة غواياس للهواة لكرة القدم
البطل (2): 1946، 1948
بطولة غواياكيل للمحترفين
البطل (5): 1956، 1957، 1962، 1964، 1966
كأس أسوغواياس
البطل (1): 2008
بطولة الهواة القسم المتوسط
البطل (1): 1942
بطولة الهواة القسم ب
البطل (1): 1941
بطولة الهواة القسم ج
البطل (1): 1940
بطولة الفئة الثانية
البطل (1): 1948
بطولة الشباب
البطل (1): 1948

## الاعبين

### تشكيلة الفريق
- اعتبارًا من 4 نوفمبر 2020.

ملاحظة: تشير الأعلام إلى المنتخب الوطني على النحو المحدد في قواعد الأهلية للفيفا. قد يحمل اللاعبون أكثر من جنسية واحدة غير تابعة للفيفا.
| الرقم | البلد      | المركز | اللاعب                    |
| ----- | ---------- | ------ | ------------------------- |
| 1     | الإكوادور  | حارس   | أدريان بوني               |
| 2     | الأرجنتين  | مدافع  | انيبال ليجويزامون (كابتن) |
| 3     | الإكوادور  | مدافع  | Dennis Quintero           |
| 5     | الإكوادور  | وسط    | Dixon Arroyo              |
| 6     | الأرجنتين  | مدافع  | لياندرو فيجا              |
| 8     | الأوروغواي | وسط    | سباستيان رودريغيز         |
| 9     | الإكوادور  | وسط    | Adrián Batioja            |
| 10    | الإكوادور  | وسط    | جواو جوشيمار روجاس        |
| 11    | كولومبيا   | وسط    | أليكسيس زاباتا            |
| 12    | الإكوادور  | حارس   | بيدرو اورتيز              |
| 14    | الإكوادور  | مدافع  | Romario Caicedo           |
| 15    | الإكوادور  | مدافع  | José Hernández            |
| 16    | الإكوادور  | مدافع  | أوسكار باغوي              |
| 17    | الإكوادور  | مهاجم  | روبيرتو اوردونيز          |

| الرقم | البلد      | المركز | اللاعب                                       |
| ----- | ---------- | ------ | -------------------------------------------- |
| 18    | الإكوادور  | مهاجم  | Jefferson Caicedo                            |
| 19    | الإكوادور  | وسط    | Edu Pineda                                   |
| 20    | الإكوادور  | مدافع  | Jackson Rodríguez                            |
| 21    | الإكوادور  | وسط    | جوس فرانسيسكو سيفالوس                        |
| 24    | الإكوادور  | مدافع  | Bryan Carabalí                               |
| 25    | الإكوادور  | حارس   | John Mero                                    |
| 26    | الإكوادور  | مدافع  | Marlon Mejía                                 |
| 27    | الإكوادور  | وسط    | Jefferson Vernaza                            |
| 28    | الإكوادور  | مدافع  | Edgar Lastre                                 |
| 31    | الأوروغواي | مهاجم  | فاكوندو بارسيلو (معار من يوفنتود لاس بيدراس) |
| 32    | الإكوادور  | وسط    | براين كابيزاس (معار من أتالانتا)             |
| 37    | الإكوادور  | وسط    | Wilmer Godoy                                 |
| 40    | الإكوادور  | وسط    | روبيرتو بوربانو                              |
|       | غينيا      | مهاجم  | الحسن بنغورا (معار من رايو فايكانو)          |

### إعارة
ملاحظة: تشير الأعلام إلى المنتخب الوطني على النحو المحدد في قواعد الأهلية للفيفا. قد يحمل اللاعبون أكثر من جنسية واحدة غير تابعة للفيفا.
| الرقم | البلد      | المركز | اللاعب                                          |
| ----- | ---------- | ------ | ----------------------------------------------- |
| —     | الإكوادور  | مدافع  | Gorman Estacio (إلي Olmedo)                     |
| —     | الإكوادور  | مدافع  | Ronaldo Johnson (إلي Orense)                    |
| —     | الإكوادور  | مدافع  | José Hurtado (إلي نادي بورتوفيخو)               |
| —     | الإكوادور  | مدافع  | Segundo Portocarrero (إلي نادي ديلفين)          |
| —     | الإكوادور  | وسط    | Nelson Solís (إلي 9 de Octubre)                 |
| —     | الأوروغواي | وسط    | Nicólas Queiróz (إلي نادي بورتوفيخو)            |
| —     | الإكوادور  | مهاجم  | Byron Palacios (إلي نادي ديبورتيفو إل ناسيونال) |

### فريق الاحتياطي
ملاحظة: تشير الأعلام إلى المنتخب الوطني على النحو المحدد في قواعد الأهلية للفيفا. قد يحمل اللاعبون أكثر من جنسية واحدة غير تابعة للفيفا.
| الرقم | البلد | المركز | اللاعب |
| ----- | ----- | ------ | ------ |

### أفضل الهدافين
كان يملك إيميلك تسعة لاعبين أصبحوا هداف الموسم في دوري الدرجة الأكوداوري، وثلاثة لاعبين أفضل هداف لبطل كوستا (تكرر لاعبان أكثر من مرة)، ولاعب واحد أفضل هداف في كأس ليبرتادوريس.
| الدوري الأكودواري - كارلوس البيرتو رافو (1963، 4 أهداف) - Carlos Miori (1979، 26 هدف) - اريل جرازيانى (1996، 19 هدف) - اريل جرازيانى(1997، 24 هدف) - إيفان كافيدس (1998، 43 هدف) - اليجاندرو كينيج (2000، 25 هدف) - كارلوس ألبرتو خواريز (2001، 17 هدف) - لويس ميجويل اسكالادا (2006، 29 هدف) - خايمي أيوفي (2010، 23 هدف) - خايمي أيوفي (2015، 25 هدف) | كوستا - كارلوس البيرتو رافو (1956، 13 هدف) - كارلوس البيرتو رافو (1957، 14 هدف) - كارلوس البيرتو رافو (1959، 21 هدف) - كارلوس البيرتو رافو (1960، 11 هدف) - كارلوس البيرتو رافو (1961، 14 هدف) - Ruben Baldi (1964، 11 هدف) - Bolívar Merizalde (1964، 11 هدف) - Bolívar Merizalde (1965، 7 أهداف) | كوبا ليبتادورس - Enrique Rayondi (1962، 6 أهداف) |

## المدربين

### طاقم التدريب الحالي
- المدير: Israel Rescalvo
- المدير المساعد: هيكتور رودريغويز بينيا
- المدرب البدني: اجناسيو بيرييل

### مدربون بارزون
فاز المدربون التاليون بدوري واحد على الأقل عندما كانوا مسؤولين عن إيميلك:
- إدواردو سباندر (فاز بالدوري الأكوداوري 1957، وفاز ببطولة غواياكيل للمحترفين 1957)
- ماريانو لاراز (فاز بالدوري الأكوداوري 1961)
- فيرناندو باتيرنوستر (فاز بالدوري الأكوداوري 1965، فاز ببطولة غواياكيل للمحترفين 1962 و1964 و1966)
- خورخي لازو (فاز بالدوري الأكوداوري 1972)
- إدواردو غارسيا (فاز بالدوري الأكوداوري 1979)
- خوان سيلفا (فاز بالدوري الأكوداوري 1988)
- سلفادور كابيتانو (فاز بالدوري الأكوداوري 1993)
- كارلوس توريس جارسيس (فاز بالدوري الأكوداوري 1994)
- كارلوس اشبيلية (فاز بالدوري الأكوداوري 2001)
- رودولفو موتا (فاز بالدوري الأكوداوري 2002)
- جوستافو كوينتيروس (فاز بالدوري الأكوداوري في 2013 و 2014)
- عمر دي فيليب (فاز بالدوري الأكوداوري 2015)
- ألفريدو أرياس (فاز بالدوري الأكوداوري 2017)
- إيلوي كاريو (فاز ببطولة غواياس للهواة لكرة القدم 1946 و1948)
- ريناتو باناي (فاز ببطولة غواياكيل للمحترفين 1956)

## الزي

### تطور الزي الرئيسي
| 1929-1940 | 1940-1946 | 1946-1949 | 1949-1953 | 1954 | 1955 | 1956 | 1957-1960 | 1961-1962، · 1964 | 1963 |

| 1965 | 1966، · 1976، 2007، · 2011 | 1967 | 1968 | 1969-1970، · 1972-1973 | 1970 | 1971 | 1974 | 1975 | 1977-1978 |

| 1979-1981، · 1982-1983 | 1979 | 1981 | 1983-1984 | 1984 | 1985 | 1987-1988 | 1989 | 1990 | 1991 |

| 1992 | 1993 | 1994 | 1995 | 1996 | 1997 | 1998-2000، · 2004، 2006 | 2001-2003, · 2004، 2005 | 2008 | 2009 |

| 2010 | 2012 | 2013 | 2014 | 2015 | 2016 | 2017 | 2018 | 2019 | 2020 |

### تطور الزي البديل
| 1968 | 1974 | 1975 | 1976 | 1977 | 1978 | 1979 | 1980 | 1981 | 1982 |

| 1983-1984 | 1985 | 1987-1989 | 1990 | 1992 | 1993 | 1994 | 1995 | 1996 | 1997 |

| 1998 | 1999-2000 | 2001 | 2002 | 2003 | 2004 | 2005 | 2006 | 2007 | 2008 |

| 2009 | 2010 | 2011 | 2012 | 2013 | 2014 | 2015 | 2016 | 2016 | 2017 |

| 2018 | 2019 | 2020 |

### نماذج خاصة
| كوبا ليبرتادوريس 2007 الزي الأساسي | كوبا ليبرتادوريس 2007 الزي البديل | كوبا ليبرتادوريس 2012 و كوبا سود أمريكانا 2012 | كوبا ليبرتادوريس 2013 وكوبا سود أمريكانا 2013 الزي الأساسي | كوبا ليبرتادوريس 2013 وكوبا سود أمريكانا 2013 الزي البديل | كوبا ليبرتادوريس 2014 وكوبا سود أمريكانا 2014 الزي الأساسي | كوبا ليبرتادوريس 2014 وكوبا سود أمريكانا 2014 الزي البديل | كوبا ليبرتادوريس 2017 | كوبا ليبرتادوريس 2018 | Conmemorativa 2019 |

### الرعاة
| الزي      |                |
| الفترة    | مزود الملابس   |
| 1993      | ماراثون سبورتس |
| 1994-1997 | أمبرو          |
| 1998-2003 | ريبوك          |
| 2004-2005 | كابا           |
| 2006      | لوتو           |
| 2007      | ريبوك          |
| 2008      | أمبرو          |
| 2009      | ديادورا        |
| 2010-2012 | Astro          |
| 2013-2014 | Warrior Sports |
| 2015      | نيو بالانس     |
| 2016-     | أديداس         |

| الرعاية   |                     |                                    |
| الفترة    | الراعي الرسمي       | الرعاية الثانوية                   |
| 1979-1980 | ICESA               | لا يوجد                            |
| 1981      | لا راعي             | لا يوجد                            |
| 1981-1982 | كونتيننتال للتأمين  | لا يوجد                            |
| 1983      | لا راعي             | لا يوجد                            |
| 1984-1985 | كونتيننتال بنك      | لا يوجد                            |
| 1986      | بنك لا بريفيسورا    | لا يوجد                            |
| 1987-1988 | بنك التقدم          | لا يوجد                            |
| 1989      | الكابلات الكهربائية | لا يوجد                            |
| 1990      | Galatours           | لا يوجد                            |
| 1991      | لا يونيفرسال        | بنك الائتمان.                      |
| 1992      | كوين كولا           | لا يوجد                            |
| 1993      | بيبسودنت            | Financorp (espalda).               |
| 1994      | فيجوراد             | بنك التقدم، شركة كهرباء الاكوادور. |
| 1995      | نادي سيرفزا         | بنك التقدم، شركة كهرباء الاكوادور. |

## رياضات أخري
إيمليك ليس فقط أحد أهم أندية كرة القدم في الإكوادور، ولكنه مصنف كواحد من أهم الأندية الرياضية في البلاد. تمتلك في غرفة الكؤوس الخاصة بهم مئات الكؤوس والميداليات، التي اكتسابت على مر السنين في العديد من الرياضات المختلفة.
- 33 بطولة وطنية للملاكمة
- 13 بطولة بيسبول وطنية
- 11 بطولة وطنية لكرة السلة للرجال
- 18 بطولة وطنية لكرة السلة للسيدات
- 7 بطولات دراجات وطنية
- 5 بطولات تايكواندو وطنية
- 5 بطولات جودو وطنية
- 1 بطولة العالم لرفع الأثقال

## وصلات خارجية
- موقع إيميلك الرسمي (بالإسبانية)
- صفحة الجماهير (بالإسبانية)
- Emelexista Fansite باللغة الإسبانية
- Emelec Derby باللغة الإنجليزية
- الموقع الرسمي لكأس المحيط الهادئ
- الموقع الرسمي لبوكا ديل بوزو باللغة الإسبانية
- Azul y Plomo Fansite باللغة الإسبانية
- موقع إكوادور الإكوادوري لكرة القدم باللغة الإسبانية
- الموقع الرسمي لاتحاد كرة القدم الإكوادوري باللغة الإسبانية